# نوترونیم
نوترونیوم (به انگلیسی: Neutronium) (گاهی برای اختصار نوتریُم، همچنین به عنوان نوتریت «neutrite» نیز نامیده می‌شود) یک ماده فرضی است که فقط یا به طور خالص از نوترون تشکیل شده‌است. این کلمه توسط دانشمند آندریاس فون آنتروپوف  در سال ۱۹۲۶ (قبل از کشف نوترون در سال ۱۹۳۲) برای عنصری فرضی «با عدد اتمی صفر» (با صفر پروتون در هسته) که او در رأس جدول تناوبی قرار داد ابداع شد. (که با علامت - یا Nu نشان داده می‌شد). با این حال، معنای این اصطلاح در طول زمان تغییر کرده‌است، و از نیمه آخر قرن بیستم به بعد، برای اشاره به مواد بسیار متراکم مانند ماده تباهیده نوترون (neutron-degenerate matter)که به نظر می‌رسد در هسته ستاره‌های نوترونی وجود دارد، استفاده می‌شود. از این پس "نوترونیوم تباهیده " به این اشاره خواهد داشت.

## در ستارگان نوترونی

برشی از ستاره نوترونی. در اینجا، هسته دارای نوترون یا ماده تباهیده و کوارک مَتِر «quark matter» است.

نوترونیوم در ادبیات رایج فیزیک برای اشاره به مواد موجود در هسته ستارگان نوترونی (ستارگانی که بیش از حد پرجرم هستند که توسط فشار تباهی الکترونی پشتیبانی نمی‌شوند و به فاز متراکم‌تری از ماده فرومی‌روند) استفاده می‌شود. این اصطلاح به ندرت در ادبیات علمی استفاده می‌شود، به سه دلیل: تعاریف متعددی برای اصطلاح «نوترونیوم» وجود دارد. عدم قطعیت قابل توجهی در مورد ترکیب مواد در هسته ستارگان نوترونی وجود دارد (این می‌تواند ماده تباهیده، ماده عجیب، کوارک مَتر یک نوع یا ترکیبی از موارد فوق باشد). خواص مواد ستاره نوترونی به دلیل تغییر فشار در اعماق مختلف به عمق بستگی دارد و و انتظار می‌رود لایه داخلی تقریباً بدون پروتون وجود داشته باشد.
وقتی فرض می‌شود که هستهٔ ستارهٔ نوترونی عمدتاً از نوترون‌های آزاد تشکیل شده‌است، معمولاً در ادبیات علمی به آن ماده تباهیده نوترون می‌گویند.

## خواص
ماده نوترونی معادل یک عنصر شیمیایی با عدد اتمی ۰ است، که گفته می‌شود معادل گونه‌ای از اتم است که در هسته اتمی خود هیچ پروتونی ندارد. بسیار رادیواکتیو است. تنها ایزوتوپ مورد قبول معادل آن، نوترون آزاد، دارای نیمه عمر ۱۰ دقیقه است که تقریباً نصف پایدارترین ایزوتوپ شناخته شده فرانسیم است. ماده نوترونی به سرعت به هیدروژن تجزیه می‌شود و به دلیل کمبود کلی الکترون، ساختار الکترونیکی ندارد.